# Комзюк Анатолій Трохимович
Комзюк Анатолій Трохимович (нар. 15 травня 1960, Дольськ) — юрист, доктор юридичних наук, професор. Проректор з наукової роботи Харківського національного університету внутрішніх справ. Автор понад 80 наукових праць та монографій.

## Життєписі
Батьки — Трохим Леонтійович і Ганна Михайлівна — сільські трударі, які виростили і виховали шістьох дітей, давши усім вищу освіту. 

### Освіта
Після закінчення Харківського юридичного інституту Анатолій Трохимович Комзюк як ленінський стипендіат і лауреат Всесоюзної студентської олімпіади з правознавства був рекомендований до навчання в аспірантурі. 
Після закінчення аспірантури у 1990 р. захистив кандидатську дисертацію і працював на кафедрі адміністративного права інституту. До його професійного становлення доклали зусиль такі видатні вчені і педагоги, як В. М. Горшеньов, Ю. М. Грошевой, Г. А. Матусовський, Р. С. Павловський, А. О. Пінаєв, М. М. Сибільов, М. М. Страхов, В. І. Тертишніков та багато інших. 
З 1992 р., після створення Харківського інституту внутрішніх справ (тепер Харківський національний університет внутрішніх справ) працює в ньому на посадах доцента, професора, начальника кафедри адміністративного права і адміністративної діяльності органів внутрішніх справ.

### Трудова та наукова діяльність
З червня 2007 р. — проректор з наукової роботи Харківського національного університету внутрішніх справ. За посадою відповідає за організацію наукової діяльності в університеті та його структурних підрозділах — Кіровоградському і Херсонському юридичних інститутах та Сумській філії. Особливої пошани заслуговують його кроки щодо створення власної наукової школи, у межах якої об'єднана і успішно працює значна кількість талановитих науковців, предметом досліджень яких є питання адміністративного права та адміністративної юстиції. Великі здобутки Анатолій Трохимович Комзюк має і у сфері підготовки науково-педагогічних кадрів — під його науковим керівництвом захищено більше чотирьох докторські і понад тридцяті кандидатських дисертацій. 
Анатолій Трохомович Комзюк є автором понад 80 наукових праць, серед яких монографія «Заходи адміністративного примусу в правоохоронній діяльності міліції: поняття, види та організаційно-правові питання реалізації» (2002), підготовлені у співавторстві в 2007 р. навчальні посібники «Адміністративна відповідальність в Україні» та «Адміністративний процес України», науково-практичні коментарі Кодексу України про адміністративні правопорушення та Митного кодексу України тощо. 
Висока оцінка наукової діяльності Анатолія Комзюка стала підставою для призначення його членом експертної ради ВАК України з юридичних наук і заступником голови спеціалізованої вченої ради у Харківському національному університеті внутрішніх справ. З Національною юридичною академією України імені Ярослава Мудрого Анатолій Трохимович Комзюк підтримує постійні робочі зв'язки. Зокрема, співпрацює зі своїм першим науковим керівником, проректором академії з навчальної роботи, академіком АПрН України, доктором юридичних наук, професором Ю. П. Битяком та з проректором з наукової роботи, академіком АПрН України, доктором юридичних наук, професором А. П. Гетьманом. 
Разом з науковцями кафедри адміністративного права здійснює рецензування наукових праць, бере участь у підготовці колективних монографій, підручників, наукових посібників тощо.

## Особисте життя та захоплення
Анатолій Трохимович любить читати, колекціонувати і слухати музику, особливо українські пісні. Разом з дружиною Тетяною Василівною виховує доньку Анну. Донька від першого шлюбу Євгенія після отримання вищої освіти працює методистом, син Микола у 2008 р. закінчив школу і також прагне стати студентом-юристом. 
Анатолій Комзюк своїм життєвим кредо завжди вважав служіння людям. Всі сили вкладає у підготовку і виховання освічених, працьовитих, людяних учнів, за що заслужив повагу і шану колег. 

## Нагороди
За досягнення в професійній діяльності Анатолій Трохимович Комзюк нагороджений:
- Почесним знаком МВС України;
- Відзнакою МОН України «За наукові досягнення»;
- Премією імені Ярослава Мудрого;
- Відзнаками МВС України «За розвиток науки, техніки та освіти» ІІ і І ст.;
- «За зразкове провадження досудового слідства» II ст.;
- Медаллю «За сумлінну службу» III ст.;
- Нагрудним знаком «За відзнаку в службі» ІІ і І ст.;
- Відзнаками кількох вищих навчальних закладів.

Є почесним професором Запорізького національного університету.

## Перелік основних праць
1.Адміністративна юстиція в Україні: навч. посіб. / Г. О. Пономаренко, А. Т. Комзюк, Р. С. Мельник, В. М. Бевзенко. — К.: Прецедент, 2009. — 198 с. — (Юрид. б-ка). — ISBN 978-966-520-128-1. — укр.
2.Адміністративний примус в правоохоронній діяльності міліції в Україні: Автореф. дис… д-ра юрид. наук: 12.00.07 / А. Т. Комзюк; Нац. ун-т внутр. справ. — Х., 2002. — 37 с. — укр.
3.Адміністративний примус: деякі загальні проблеми дослідження та правового регулювання в контексті забезпечення прав людини / А. Комзюк // Право України. — 2004. — N 4. — С. 46-49. — Бібліогр.: 9 назв. — укр.
4.Адміністративний процес України: навч. посіб. / А. Т. Комзюк, В. М. Бевзенко, Р. С. Мельник; Харк. нац. ун-т внутр. справ. — К.: Прецедент, 2007. — 531 с. — (Юрид. б-ка). — ISBN 978-966-520-105-2. — укр.
5.Заходи адміністративного примусу в правоохоронній діяльності міліції: поняття, види та організаційно-правові питання реалізації / А. Т. Комзюк; МВС України. Нац. ун-т внутр. справ. — Х., 2002. — 355 с. — Бібліогр.: с. 304—334. — ISBN 966-610-052-5. — укр.
6.Кодекс адміністративного судочинства України в схемах: навч. посіб. / Ред.: А. Т. Комзюк; Харк. нац. ун-т внутр. справ. — К.: Юстініан, 2008. — 142 с. — ISBN 978-966-8257-32-2. — укр.
7. Кодекс України про адміністративні правопорушення: наук.-практ. комент. / Р. А. Калюжний, А. Т. Комзюк, О. О. Погрібний, О. Б. Андреєва, І. В. Арістова, К. І. Бєляков, В. С. Венедіктов, В. А. Гуменюк, Г. В. Джагупов, М. В. Завальний. — К.: Прав. єдність, 2010. — 683 с. — ISBN 978-966-2183-82-5. — ISBN 978-966-373-598-6. — ISBN 978-611-01-0029-8. — укр.
8. Права громадян у сфері виконавчої влади: адміністративно-правове забезпечення реалізації та захисту: монографія / В. Б. Авер'янов, О. Ф. Андрійко, Ю. П. Битяк, П. В. Діхтієвський, М. І. Козюбра, А. Т. Комзюк; Ін-т держави і права ім. В. М. Корецького НАН України, Дніпропетр. держ. ун-т внутр. справ. — Д.: Ліра, 2008. — 585 c. — ISBN 978-966-383-1*49-7. — укр.
9.Правовий статус патентного відомства: українські реалії у контексті зарубіжного досвіду / І. Запорожець, А. Комзюк, Л. Комзюк // Право України. — 2006. — N 9. — С. 66-70. — Бібліогр.: 15 назв. — укр.
10.Юридична природа та зміст адміністративного нагляду за особами, звільненими з місць позбавлення волі / А. Т. Комзюк // Право і безпека. — 2002. — N 3. — С. 52-56. — Бібліогр.: 12 назв. — укр.